# 自動記述法 (エリック・サティ)
『自動記述法』（じどうきじゅつほう、仏: Descriptions automatiques）は、エリック・サティが1913年に作曲した全3曲からなるピアノ独奏曲。

## 構成
演奏時間は約5分程度。サティの他の作品にも見られるように、譜面には小節線がなく、所々に作曲者自身による書き込みがみられる。
第1曲 『船について』（Sur un vaisseau）
- 「波のまにまに（Au gré des flots）」や「船長がいう：すばらしい航海だ（Le capitaine dit: Très beau voyage）」といった海の描写が書き込まれている。

第2曲 『ランプについて』（Sur une lanterne）
- 「まだ灯をつけないで：時間はあるのだから（N'allumez pas encore: vous avez le temps）」や「あなたの前を少し明るく（Eclairez un peu devant vous）」といった書き込みがみられる。

第3曲 『ヘルメットについて』（Sur un casque）
- 「何と大勢の人たち！（Que de monde!）」や「大佐だ、ひとりでいるあの美男子（C'est le colonel, ce bel homme tout seul）」といった書き込みがみられる。

## 参考資料
- 「エリック・サティ ピアノ全集 1」（ドレミ楽譜出版社、上野晃監修、平尾はるな校訂）